# Milanello
Milanello Sports Center är AC Milans träningsanläggning, och är belägen mellan städerna  Carnago, Cassano Magnago och Cairate i Vareseprovinsen, cirka 40 kilometer nordväst om Milano. Anläggningen stod klar 1963.

### Fotnoter
1. ↑  ”Milanello” (på engelska). AC Milan. http://www.acmilan.com/en/club/milanello. Läst 18 december 2015.